# Unicodeblock Dingbats
Der Unicodeblock Dingbats (U+2700 bis U+27BF) enthält überwiegend eine Sammlung symbolhafter und dekorativer Glyphen in Anlehnung an Gestaltungen von Hermann Zapfs Schrift ITC Zapf Dingbats, die inzwischen einen industriellen Standard darstellen. Das englische Onomatopoetikon dingbat steht für printer's ornament, den Zierrat des Druckwesens. Seit Unicode-Version 5.2 wurden die zuvor nicht belegten Codewerte für Schmuckzeichen aus anderen Quellen verwendet.
Der Block enthält hauptsächlich Pfeile (Dingbat arrows 2794–27BE), ornamentale Interpunktion (Punctuation ornaments 275B–2767) und Klammern (ornamental brackets 2768–2775), eingekreiste Ziffern (Dingbat circled digits 2776–2793), Kreuze (Crosses 2719–2720), Sterne, Sternchen und Ähnliches (Stars, asterisks and snowflakes 2721–274B) sowie vermischte Zeichen und Symbole aller möglichen Themen (Miscellaneous 2700–2718, 274C–275A).
Ein Teil der in „Zapf Dingbats“ enthaltenen Zeichen sind bereits in anderen Blöcken definiert. An deren Stelle treten hier andere Zeichen:
| Zapf-Dingbats | Zapf-Dingbats                      | Zeichen im Codeblock | Zeichen im Codeblock                                        |
| ------------- | ---------------------------------- | -------------------- | ----------------------------------------------------------- |
| 37 0x25       | schwarzes Telefon                  | U+2705               | Weißes fettes Häkchen                                       |
| 42 0x2A       | schwarze Zeigehand rechts          | U+270A               | Faust                                                       |
| 43 0x2B       | weiße Zeigehand rechts             | U+270B               | Flache Hand                                                 |
| 72 0x48       | schwarzes Pentagramm               | U+2728               | Funkeln                                                     |
| 108 0x6C      | schwarzer Vollkreis                | U+274C               | Kreuzzeichen                                                |
| 110 0x6E      | schwarzes Quadrat                  | U+274E               | Negatives Kreuzzeichen im Quadrat                           |
| 115 0x73      | schwarzes Dreieck spitze oben      | U+2753               | Schwarzes Ornament-Fragezeichen                             |
| 116 0x74      | schwarzes Dreieck spitze unten     | U+2754               | Weißes Ornament-Fragezeichen                                |
| 117 0x75      | schwarze Raute                     | U+2755               | Weißes Ornament-Ausrufezeichen                              |
| 119 0x77      | schwarzer Halbkreis rechts         | U+2757               | Dickes Ausrufezeichen                                       |
| 127 0x7F      | <control> DEL                      | U+275F               | Dickes öffnendes halbes Anführungszeichen (deutsch)         |
| 160 0xA0      | Non breaking Space                 | U+2760               | Dickes öffnendes Anführungszeichen (deutsch)                |
| 168 0xA8      | Kartenfarbe Kreuz                  | U+2768               | Mitteldicke öffnende runde Ornament-Klammer                 |
| 169 0xA9      | Kartenfarbe Karo                   | U+2769               | Mitteldicke schließende runde Ornament-Klammer              |
| 170 0xAA      | Kartenfarbe Herz                   | U+276A               | Mitteldicke abgeflachte öffnende runde Ornament-Klammer     |
| 171 0xAB      | Kartenfarbe Pik                    | U+276B               | Mitteldicke abgeflachte schließende runde Ornament-Klammer  |
| 172 0xAC      | schwarze Ziffer Eins mit Serifen   | U+276C               | Mitteldicke öffnende Ornament-Winkelklammer                 |
| 173 0xAD      | schwarze Ziffer Zwei mit Serifen   | U+276D               | Mitteldicke schließende Ornament-Winkelklammer              |
| 174 0xAE      | schwarze Ziffer Drei mit Serifen   | U+276E               | Fettes linksweisendes einfaches Ornament-Guillemet/Chevron  |
| 175 0xAF      | schwarze Ziffer Vier mit Serifen   | U+276F               | Fettes rechtsweisendes einfaches Ornament-Guillemet/Chevron |
| 176 0xB0      | schwarze Ziffer Fünf mit Serifen   | U+27F0               | Fette öffnende Ornament-Winkelklammer                       |
| 177 0xB1      | schwarze Ziffer Sechs mit Serifen  | U+2771               | Fette schließende Ornament-Winkelklammern                   |
| 178 0xB2      | schwarze Ziffer Sieben mit Serifen | U+2772               | Feine linke stumpfe Ornament-Klammer                        |
| 179 0xB3      | schwarze Ziffer Acht mit Serifen   | U+2773               | Feine rechte stumpfe Ornament-Klammer                       |
| 180 0xB4      | schwarze Ziffer Neun mit Serifen   | U+2774               | Öffnende geschweifte Ornament-Klammer                       |
| 181 0xB5      | schwarze Zahl Zehn mit Serifen     | U+2775               | Schließende geschweifte Ornament-Klammer                    |
| 213 0xD5      | dünner Pfeil rechts                | U+2795               | Dickes Pluszeichen                                          |
| 214 0xD6      | dünner Doppelpfeil links-rechts    | U+2796               | Dickes Minuszeichen                                         |
| 215 0xD7      | dünner Doppelpfeil oben-unten      | U+2797               | Dickes Divisionszeichen                                     |
| 240 0xF0      | leer                               | U+27B0               | Einzelne Schleife                                           |
| 255 0xFF      | leer                               | U+27BF               | Doppelte Schleife                                           |

## Liste
Alle Zeichen haben die bidirektionale Klasse „Anderes neutrales Zeichen“.
| Unicodenummer  | Zeichen (400 %) | Kategorie                             | Offizielle Bezeichnung                              | Beschreibung                                                                   |
| -------------- | --------------- | ------------------------------------- | --------------------------------------------------- | ------------------------------------------------------------------------------ |
| U+2700 (9984)  | ✀               | anderes Symbol                        | BLACK SAFETY SCISSORS                               | Schwarze Sicherheitsschere                                                     |
| U+2701 (9985)  | ✁               | anderes Symbol                        | UPPER BLADE SCISSORS                                | Schere mit oberer Klinge                                                       |
| U+2702 (9986)  | ✂               | anderes Symbol                        | BLACK SCISSORS                                      | Schwarze Schere                                                                |
| U+2703 (9987)  | ✃               | anderes Symbol                        | LOWER BLADE SCISSORS                                | Schere mit unterer Klinge                                                      |
| U+2704 (9988)  | ✄               | anderes Symbol                        | WHITE SCISSORS                                      | Weiße Schere                                                                   |
| U+2705 (9989)  | ✅              | anderes Symbol                        | WHITE HEAVY CHECK MARK                              | Weißes fettes Häkchen                                                          |
| U+2706 (9990)  | ✆               | anderes Symbol                        | TELEPHONE LOCATION SIGN                             | Zeichen für Telefonstandort (? U+2121 TELEPHONE SIGN)                          |
| U+2707 (9991)  | ✇               | anderes Symbol                        | TAPE DRIVE                                          | Bandlaufwerk                                                                   |
| U+2708 (9992)  | ✈               | anderes Symbol                        | AIRPLANE                                            | Flugzeug, Zeichen für Flughafen                                                |
| U+2709 (9993)  | ✉               | anderes Symbol                        | ENVELOPE                                            | Briefumschlag, Zeichen für Post                                                |
| U+270A (9994)  | ✊              | anderes Symbol                        | RAISED FIST                                         | Faust                                                                          |
| U+270B (9995)  | ✋              | anderes Symbol                        | RAISED HAND                                         | Flache Hand                                                                    |
| U+270C (9996)  | ✌               | anderes Symbol                        | VICTORY HAND                                        | Victory-Zeichen                                                                |
| U+270D (9997)  | ✍               | anderes Symbol                        | WRITING HAND                                        | Schreibende Hand Zeichen für handschriftlich, Schriftstellerei                 |
| U+270E (9998)  | ✎               | anderes Symbol                        | LOWER RIGHT PENCIL                                  | Schreibstift nach rechts unten                                                 |
| U+270F (9999)  | ✏               | anderes Symbol                        | PENCIL                                              | Schreibstift                                                                   |
| U+2710 (10000) | ✐               | anderes Symbol                        | UPPER RIGHT PENCIL                                  | Schreibstift nach rechts oben                                                  |
| U+2711 (10001) | ✑               | anderes Symbol                        | WHITE NIB                                           | Weiße Schreibfederspitze                                                       |
| U+2712 (10002) | ✒               | anderes Symbol                        | BLACK NIB                                           | Schwarze Schreibfederspitze                                                    |
| U+2713 (10003) | ✓               | anderes Symbol                        | CHECK MARK                                          | Häkchen (? U+2611 BALLOT BOX WITH CHECK)                                       |
| U+2714 (10004) | ✔               | anderes Symbol                        | HEAVY CHECK MARK                                    | Fettes Häkchen                                                                 |
| U+2715 (10005) | ✕               | anderes Symbol                        | MULTIPLICATION X                                    | Kreuzchen als Malzeichen für Multiplikation (Mathematik)                       |
| U+2716 (10006) | ✖               | anderes Symbol                        | HEAVY MULTIPLICATION X                              | Fettes Kreuzchen als Malzeichen                                                |
| U+2717 (10007) | ✗               | anderes Symbol                        | BALLOT X                                            | Kreuzchen (wörtl. „Wahlkästchen-X“)                                            |
| U+2718 (10008) | ✘               | anderes Symbol                        | HEAVY BALLOT X                                      | Fettes Kreuzchen                                                               |
| U+2719 (10009) | ✙               | anderes Symbol                        | OUTLINED GREEK CROSS                                | Umrandetes griechisches Kreuz                                                  |
| U+271A (10010) | ✚               | anderes Symbol                        | HEAVY GREEK CROSS                                   | Starkes griechisches Kreuz                                                     |
| U+271B (10011) | ✛               | anderes Symbol                        | OPEN CENTRE CROSS                                   | Kreuz mit offener Mitte                                                        |
| U+271C (10012) | ✜               | anderes Symbol                        | HEAVY OPEN CENTRE CROSS                             | Starkes Kreuz mit offener Mitte                                                |
| U+271D (10013) | ✝               | anderes Symbol                        | LATIN CROSS                                         | Lateinisches Kreuz                                                             |
| U+271E (10014) | ✞               | anderes Symbol                        | SHADOWED WHITE LATIN CROSS                          | Schattiertes weißes lateinisches Kreuz                                         |
| U+271F (10015) | ✟               | anderes Symbol                        | OUTLINED LATIN CROSS                                | Umrandetes lateinisches Kreuz                                                  |
| U+2720 (10016) | ✠               | anderes Symbol                        | MALTESE CROSS                                       | Malteserkreuz (eigentlich Tatzenkreuz)                                         |
| U+2721 (10017) | ✡               | anderes Symbol                        | STAR OF DAVID                                       | Davidstern                                                                     |
| U+2722 (10018) | ✢               | anderes Symbol                        | FOUR TEARDROP-SPOKED ASTERISK                       | Vierarmiges Tropfensternchen (Tropfenkreuz)                                    |
| U+2723 (10019) | ✣               | anderes Symbol                        | FOUR BALLOON-SPOKED ASTERISK                        | Vierarmiges Ballensternchen (Ballenkreuz)                                      |
| U+2724 (10020) | ✤               | anderes Symbol                        | HEAVY FOUR BALLOON-SPOKED ASTERISK                  | Fettes vierarmiges Ballensternchen                                             |
| U+2725 (10021) | ✥               | anderes Symbol                        | FOUR CLUB-SPOKED ASTERISK                           | Kleeblattsternchen (Kleeblattkreuz)                                            |
| U+2726 (10022) | ✦               | anderes Symbol                        | BLACK FOUR POINTED STAR                             | Gefüllter vierzackiger Stern                                                   |
| U+2727 (10023) | ✧               | anderes Symbol                        | WHITE FOUR POINTED STAR                             | Weißer vierzackiger Stern                                                      |
| U+2728 (10024) | ✨              | anderes Symbol                        | SPARKLES                                            | Funkeln                                                                        |
| U+2729 (10025) | ✩               | anderes Symbol                        | STRESS OUTLINED WHITE STAR                          | Weißer fünfzackiger Stern                                                      |
| U+272A (10026) | ✪               | anderes Symbol                        | CIRCLED WHITE STAR                                  | Weißer fünfzackiger Stern in gefülltem Kreis                                   |
| U+272B (10027) | ✫               | anderes Symbol                        | OPEN CENTRE BLACK STAR                              | Schwarzer fünfzackiger Stern mit offener Mitte                                 |
| U+272C (10028) | ✬               | anderes Symbol                        | BLACK CENTRE WHITE STAR                             | Weißer fünfzackiger Stern mit schwarzer Mitte                                  |
| U+272D (10029) | ✭               | anderes Symbol                        | OUTLINED BLACK STAR                                 | Schwarzer fünfzackiger Stern gefüllt, mit Kontur                               |
| U+272E (10030) | ✮               | anderes Symbol                        | HEAVY OUTLINED BLACK STAR                           | Dicker schwarzer fünfzackiger Stern gefüllt, mit Kontur                        |
| U+272F (10031) | ✯               | anderes Symbol                        | PINWHEEL STAR                                       | Nautischer Stern                                                               |
| U+2730 (10032) | ✰               | anderes Symbol                        | SHADOWED WHITE STAR                                 | Weißer fünfzackiger Stern leer, mit Schatten                                   |
| U+2731 (10033) | ✱               | anderes Symbol                        | HEAVY ASTERISK                                      | Großes Sternchen                                                               |
| U+2732 (10034) | ✲               | anderes Symbol                        | OPEN CENTRE ASTERISK                                | Sternchen mit offener Mitte                                                    |
| U+2733 (10035) | ✳               | anderes Symbol                        | EIGHT SPOKED ASTERISK                               | Achtarmiges Sternchen                                                          |
| U+2734 (10036) | ✴               | anderes Symbol                        | EIGHT POINTED BLACK STAR                            | Schwarzer achtzackiger Stern                                                   |
| U+2735 (10037) | ✵               | anderes Symbol                        | EIGHT POINTED PINWHEEL STAR                         | Achtarmiges Windrädchen                                                        |
| U+2736 (10038) | ✶               | anderes Symbol                        | SIX POINTED BLACK STAR                              | Sechszackiger schwarzer Stern                                                  |
| U+2737 (10039) | ✷               | anderes Symbol                        | EIGHT POINTED RECTILINEAR BLACK STAR                | Geradlinig achtzackiger schwarzer Stern                                        |
| U+2738 (10040) | ✸               | anderes Symbol                        | HEAVY EIGHT POINTED RECTILINEAR BLACK STAR          | Dicker geradlinig achtzackiger schwarzer Stern                                 |
| U+2739 (10041) | ✹               | anderes Symbol                        | TWELVE POINTED BLACK STAR                           | Schwarzer zwölfzackiger Stern                                                  |
| U+273A (10042) | ✺               | anderes Symbol                        | SIXTEEN POINTED ASTERISK                            | Sechzehnarmiges Sternchen                                                      |
| U+273B (10043) | ✻               | anderes Symbol                        | TEARDROP-SPOKED ASTERISK                            | Tropfensternchen                                                               |
| U+273C (10044) | ✼               | anderes Symbol                        | OPEN CENTRE TEARDROP-SPOKED ASTERISK                | Tropfensternchen mit offener Mitte                                             |
| U+273D (10045) | ✽               | anderes Symbol                        | HEAVY TEARDROP-SPOKED ASTERISK                      | Dickes Tropfensternchen                                                        |
| U+273E (10046) | ✾               | anderes Symbol                        | SIX PETALLED BLACK AND WHITE FLORETTE               | Sechsblättrige Blüte, je schwarz und weiß                                      |
| U+273F (10047) | ✿               | anderes Symbol                        | BLACK FLORETTE                                      | Schwarze fünfblättrige Blüte                                                   |
| U+2740 (10048) | ❀               | anderes Symbol                        | WHITE FLORETTE                                      | Weiße fünfblättrige Blüte                                                      |
| U+2741 (10049) | ❁               | anderes Symbol                        | EIGHT PETALLED OUTLINED BLACK FLORETTE              | Achtblättrige umrandete schwarze Blüte                                         |
| U+2742 (10050) | ❂               | anderes Symbol                        | CIRCLED OPEN CENTRE EIGHT POINTED STAR              | Achtzackiger Stern mit offener Mitte im Kreis                                  |
| U+2743 (10051) | ❃               | anderes Symbol                        | HEAVY TEARDROP-SPOKED PINWHEEL ASTERISK             | Dickes tropfenförmiges Windrädchen                                             |
| U+2744 (10052) | ❄               | anderes Symbol                        | SNOWFLAKE                                           | Schneeflocke                                                                   |
| U+2745 (10053) | ❅               | anderes Symbol                        | TIGHT TRIFOLIATE SNOWFLAKE                          | Knapp gegabelte Schneeflocke                                                   |
| U+2746 (10054) | ❆               | anderes Symbol                        | HEAVY CHEVRON SNOWFLAKE                             | Astige Schneeflocke mit dicken Winkeln                                         |
| U+2747 (10055) | ❇               | anderes Symbol                        | SPARKLE                                             | Funken                                                                         |
| U+2748 (10056) | ❈               | anderes Symbol                        | HEAVY SPARKLE                                       | Dicker Funken                                                                  |
| U+2749 (10057) | ❉               | anderes Symbol                        | BALLOON-SPOKED ASTERISK                             | Kugelsternchen                                                                 |
| U+274A (10058) | ❊               | anderes Symbol                        | EIGHT TEARDROP-SPOKED PROPELLER ASTERISK            | Propellersternchen aus acht Tropfen                                            |
| U+274B (10059) | ❋               | anderes Symbol                        | HEAVY EIGHT TEARDROP-SPOKED PROPELLER ASTERISK      | Dickes Propellersternchen aus acht Tropfen                                     |
| U+274C (10060) | ❌              | anderes Symbol                        | CROSS MARK                                          | Kreuzzeichen                                                                   |
| U+274D (10061) | ❍               | anderes Symbol                        | SHADOWED WHITE CIRCLE                               | Weißer Kreis nach rechts schattiert                                            |
| U+274E (10062) | ❎              | anderes Symbol                        | NEGATIVE SQUARED CROSS MARK                         | Negatives Kreuzzeichen im Quadrat                                              |
| U+274F (10063) | ❏               | anderes Symbol                        | LOWER RIGHT DROP-SHADOWED WHITE SQUARE              | Weißes Quadrat unten rechts abgetrennt schattiert                              |
| U+2750 (10064) | ❐               | anderes Symbol                        | UPPER RIGHT DROP-SHADOWED WHITE SQUARE              | Weißes Quadrat oben rechts abgetrennt schattiert                               |
| U+2751 (10065) | ❑               | anderes Symbol                        | LOWER RIGHT SHADOWED WHITE SQUARE                   | Weißes Quadrat nach unten rechts schattiert                                    |
| U+2752 (10066) | ❒               | anderes Symbol                        | UPPER RIGHT SHADOWED WHITE SQUARE                   | Weißes Quadrat nach oben rechts schattiert                                     |
| U+2753 (10067) | ❓              | anderes Symbol                        | BLACK QUESTION MARK ORNAMENT                        | Schwarzes Fragezeichenornament                                                 |
| U+2754 (10068) | ❔              | anderes Symbol                        | WHITE QUESTION MARK ORNAMENT                        | Weißes Fragezeichenornament                                                    |
| U+2755 (10069) | ❕              | anderes Symbol                        | WHITE EXCLAMATION MARK ORNAMENT                     | Weißes Ausrufezeichen                                                          |
| U+2756 (10070) | ❖               | anderes Symbol                        | BLACK DIAMOND MINUS WHITE X                         | Schwarzes Karo ohne weißes X                                                   |
| U+2757 (10071) | ❗              | anderes Symbol                        | HEAVY EXCLAMATION MARK SYMBOL                       | Dickes Ausrufezeichen                                                          |
| U+2758 (10072) | ❘               | anderes Symbol                        | LIGHT VERTICAL BAR                                  | Dünner senkrechter Strich                                                      |
| U+2759 (10073) | ❙               | anderes Symbol                        | MEDIUM VERTICAL BAR                                 | Mittelstarker senkrechter Strich                                               |
| U+275A (10074) | ❚               | anderes Symbol                        | HEAVY VERTICAL BAR                                  | Dicker senkrechter Strich                                                      |
| U+275B (10075) | ❛               | anderes Symbol                        | HEAVY SINGLE TURNED COMMA QUOTATION MARK ORNAMENT   | Dickes öffnendes halbes Anführungszeichen (englisch)                           |
| U+275C (10076) | ❜               | anderes Symbol                        | HEAVY SINGLE COMMA QUOTATION MARK ORNAMENT          | Dickes schließendes halbes Anführungszeichen (englisch)                        |
| U+275D (10077) | ❝               | anderes Symbol                        | HEAVY DOUBLE TURNED COMMA QUOTATION MARK ORNAMENT   | Dickes öffnendes Anführungszeichen (englisch)                                  |
| U+275E (10078) | ❞               | anderes Symbol                        | HEAVY DOUBLE COMMA QUOTATION MARK ORNAMENT          | Dickes schließendes Anführungszeichen (englisch)                               |
| U+275F (10079) | ❟               | anderes Symbol                        | HEAVY LOW SINGLE COMMA QUOTATION MARK ORNAMENT      | Dickes öffnendes halbes Anführungszeichen (deutsch)                            |
| U+2760 (10080) | ❠               | anderes Symbol                        | HEAVY LOW DOUBLE COMMA QUOTATION MARK ORNAMENT      | Dickes öffnendes Anführungszeichen (deutsch)                                   |
| U+2761 (10081) | ❡               | anderes Symbol                        | CURVED STEM PARAGRAPH SIGN ORNAMENT                 | Geschwungenes Absatzzeichen, Alinea[1]                                         |
| U+2762 (10082) | ❢               | anderes Symbol                        | HEAVY EXCLAMATION MARK ORNAMENT                     | Dickes geschwungenes Ausrufezeichen                                            |
| U+2763 (10083) | ❣               | anderes Symbol                        | HEAVY HEART EXCLAMATION MARK ORNAMENT               | Dickes herzförmiges geschwungenes Ausrufezeichen                               |
| U+2764 (10084) | ❤               | anderes Symbol                        | HEAVY BLACK HEART                                   | Dickes schwarzes Herz                                                          |
| U+2765 (10085) | ❥               | anderes Symbol                        | ROTATED HEAVY BLACK HEART BULLET                    | Dickes schwarzes Herz, gegen den Uhrzeigersinn gedreht (Aufzählungszeichen)    |
| U+2766 (10086) | ❦               | anderes Symbol                        | FLORAL HEART                                        | Aldusblatt (wörtl. „florales Herz“)                                            |
| U+2767 (10087) | ❧               | anderes Symbol                        | ROTATED FLORAL HEART BULLET                         | Aldusblatt, gegen den Uhrzeigersinn gedreht (wörtl. „gedrehtes florales Herz“) |
| U+2768 (10088) | ❨               | öffnende Punktierung (eines Paars)    | MEDIUM LEFT PARENTHESIS ORNAMENT                    | Öffnende runde Klammer                                                         |
| U+2769 (10089) | ❩               | schließende Punktierung (eines Paars) | MEDIUM RIGHT PARENTHESIS ORNAMENT                   | Schließende runde Klammer                                                      |
| U+276A (10090) | ❪               | öffnende Punktierung (eines Paars)    | MEDIUM FLATTENED LEFT PARENTHESIS ORNAMENT          | Abgeflachte öffnende runde Klammer                                             |
| U+276B (10091) | ❫               | schließende Punktierung (eines Paars) | MEDIUM FLATTENED RIGHT PARENTHESIS ORNAMENT         | Abgeflachte schließende runde Klammer                                          |
| U+276C (10092) | ❬               | öffnende Punktierung (eines Paars)    | MEDIUM LEFT-POINTING ANGLE BRACKET ORNAMENT         | Öffnende Winkelklammer                                                         |
| U+276D (10093) | ❭               | schließende Punktierung (eines Paars) | MEDIUM RIGHT-POINTING ANGLE BRACKET ORNAMENT        | Schließende Winkelklammern                                                     |
| U+276E (10094) | ❮               | öffnende Punktierung (eines Paars)    | HEAVY LEFT-POINTING ANGLE QUOTATION MARK ORNAMENT   | Fettes linksweisendes einfaches Guillemet/Chevron (Anführungszeichen)          |
| U+276F (10095) | ❯               | schließende Punktierung (eines Paars) | HEAVY RIGHT-POINTING ANGLE QUOTATION MARK ORNAMENT  | Fettes rechtsweisendes einfaches Guillemet/Chevron (Anführungszeichen)         |
| U+2770 (10096) | ❰               | öffnende Punktierung (eines Paars)    | HEAVY LEFT-POINTING ANGLE BRACKET ORNAMENT          | Fette öffnende Winkelklammer                                                   |
| U+2771 (10097) | ❱               | schließende Punktierung (eines Paars) | HEAVY RIGHT-POINTING ANGLE BRACKET ORNAMENT         | Fette schließende Winkelklammern                                               |
| U+2772 (10098) | ❲               | öffnende Punktierung (eines Paars)    | LIGHT LEFT TORTOISE SHELL BRACKET ORNAMENT          | Feine linke stumpfe Klammer (? U+3014 LEFT TORTOISE SHELL BRACKET)             |
| U+2773 (10099) | ❳               | schließende Punktierung (eines Paars) | LIGHT RIGHT TORTOISE SHELL BRACKET ORNAMENT         | Feine rechte stumpfe Klammer (? U+3015 RIGHT TORTOISE SHELL BRACKET)           |
| U+2774 (10100) | ❴               | öffnende Punktierung (eines Paars)    | MEDIUM LEFT CURLY BRACKET ORNAMENT                  | Öffnende geschweifte Klammer                                                   |
| U+2775 (10101) | ❵               | schließende Punktierung (eines Paars) | MEDIUM RIGHT CURLY BRACKET ORNAMENT                 | Schließende geschweifte Klammer                                                |
| U+2776 (10102) | ❶               | anderes Zahlzeichen                   | DINGBAT NEGATIVE CIRCLED DIGIT ONE                  | Eins im gefüllten Kreis                                                        |
| U+2777 (10103) | ❷               | anderes Zahlzeichen                   | DINGBAT NEGATIVE CIRCLED DIGIT TWO                  | Zwei im gefüllten Kreis                                                        |
| U+2778 (10104) | ❸               | anderes Zahlzeichen                   | DINGBAT NEGATIVE CIRCLED DIGIT THREE                | Drei im gefüllten Kreis                                                        |
| U+2779 (10105) | ❹               | anderes Zahlzeichen                   | DINGBAT NEGATIVE CIRCLED DIGIT FOUR                 | Vier im gefüllten Kreis                                                        |
| U+277A (10106) | ❺               | anderes Zahlzeichen                   | DINGBAT NEGATIVE CIRCLED DIGIT FIVE                 | Fünf im gefüllten Kreis                                                        |
| U+277B (10107) | ❻               | anderes Zahlzeichen                   | DINGBAT NEGATIVE CIRCLED DIGIT SIX                  | Sechs im gefüllten Kreis                                                       |
| U+277C (10108) | ❼               | anderes Zahlzeichen                   | DINGBAT NEGATIVE CIRCLED DIGIT SEVEN                | Sieben im gefüllten Kreis                                                      |
| U+277D (10109) | ❽               | anderes Zahlzeichen                   | DINGBAT NEGATIVE CIRCLED DIGIT EIGHT                | Acht im gefüllten Kreis                                                        |
| U+277E (10110) | ❾               | anderes Zahlzeichen                   | DINGBAT NEGATIVE CIRCLED DIGIT NINE                 | Neun im gefüllten Kreis                                                        |
| U+277F (10111) | ❿               | anderes Zahlzeichen                   | DINGBAT NEGATIVE CIRCLED NUMBER TEN                 | Zehn im gefüllten Kreis                                                        |
| U+2780 (10112) | ➀               | anderes Zahlzeichen                   | DINGBAT CIRCLED SANS-SERIF DIGIT ONE                | Eins im Kreis, serifenlos                                                      |
| U+2781 (10113) | ➁               | anderes Zahlzeichen                   | DINGBAT CIRCLED SANS-SERIF DIGIT TWO                | Zwei im Kreis, serifenlos                                                      |
| U+2782 (10114) | ➂               | anderes Zahlzeichen                   | DINGBAT CIRCLED SANS-SERIF DIGIT THREE              | Drei im Kreis, serifenlos                                                      |
| U+2783 (10115) | ➃               | anderes Zahlzeichen                   | DINGBAT CIRCLED SANS-SERIF DIGIT FOUR               | Vier im Kreis, serifenlos                                                      |
| U+2784 (10116) | ➄               | anderes Zahlzeichen                   | DINGBAT CIRCLED SANS-SERIF DIGIT FIVE               | Fünf im Kreis, serifenlos                                                      |
| U+2785 (10117) | ➅               | anderes Zahlzeichen                   | DINGBAT CIRCLED SANS-SERIF DIGIT SIX                | Sechs im Kreis, serifenlos                                                     |
| U+2786 (10118) | ➆               | anderes Zahlzeichen                   | DINGBAT CIRCLED SANS-SERIF DIGIT SEVEN              | Sieben im Kreis, serifenlos                                                    |
| U+2787 (10119) | ➇               | anderes Zahlzeichen                   | DINGBAT CIRCLED SANS-SERIF DIGIT EIGHT              | Acht im Kreis, serifenlos                                                      |
| U+2788 (10120) | ➈               | anderes Zahlzeichen                   | DINGBAT CIRCLED SANS-SERIF DIGIT NINE               | Neun im Kreis, serifenlos                                                      |
| U+2789 (10121) | ➉               | anderes Zahlzeichen                   | DINGBAT CIRCLED SANS-SERIF NUMBER TEN               | Zehn im Kreis, serifenlos                                                      |
| U+278A (10122) | ➊               | anderes Zahlzeichen                   | DINGBAT NEGATIVE CIRCLED SANS-SERIF DIGIT ONE       | Eins im gefüllten Kreis, serifenlos                                            |
| U+278B (10123) | ➋               | anderes Zahlzeichen                   | DINGBAT NEGATIVE CIRCLED SANS-SERIF DIGIT TWO       | Zwei im gefüllten Kreis, serifenlos                                            |
| U+278C (10124) | ➌               | anderes Zahlzeichen                   | DINGBAT NEGATIVE CIRCLED SANS-SERIF DIGIT THREE     | Drei im gefüllten Kreis, serifenlos                                            |
| U+278D (10125) | ➍               | anderes Zahlzeichen                   | DINGBAT NEGATIVE CIRCLED SANS-SERIF DIGIT FOUR      | Vier im gefüllten Kreis, serifenlos                                            |
| U+278E (10126) | ➎               | anderes Zahlzeichen                   | DINGBAT NEGATIVE CIRCLED SANS-SERIF DIGIT FIVE      | Fünf im gefüllten Kreis, serifenlos                                            |
| U+278F (10127) | ➏               | anderes Zahlzeichen                   | DINGBAT NEGATIVE CIRCLED SANS-SERIF DIGIT SIX       | Sechs im gefüllten Kreis, serifenlos                                           |
| U+2790 (10128) | ➐               | anderes Zahlzeichen                   | DINGBAT NEGATIVE CIRCLED SANS-SERIF DIGIT SEVEN     | Sieben im gefüllten Kreis, serifenlos                                          |
| U+2791 (10129) | ➑               | anderes Zahlzeichen                   | DINGBAT NEGATIVE CIRCLED SANS-SERIF DIGIT EIGHT     | Acht im gefüllten Kreis, serifenlos                                            |
| U+2792 (10130) | ➒               | anderes Zahlzeichen                   | DINGBAT NEGATIVE CIRCLED SANS-SERIF DIGIT NINE      | Neun im gefüllten Kreis, serifenlos                                            |
| U+2793 (10131) | ➓               | anderes Zahlzeichen                   | DINGBAT NEGATIVE CIRCLED SANS-SERIF NUMBER TEN      | Zehn im gefüllten Kreis, serifenlos                                            |
| U+2794 (10132) | ➔               | anderes Symbol                        | HEAVY WIDE-HEADED RIGHTWARDS ARROW                  | Dicker Pfeil nach rechts mit breiter Spitze                                    |
| U+2795 (10133) | ➕              | anderes Symbol                        | HEAVY PLUS SIGN                                     | Dickes Pluszeichen                                                             |
| U+2796 (10134) | ➖              | anderes Symbol                        | HEAVY MINUS SIGN                                    | Dickes Minuszeichen                                                            |
| U+2797 (10135) | ➗              | anderes Symbol                        | HEAVY DIVISION SIGN                                 | Dickes Divisionszeichen                                                        |
| U+2798 (10136) | ➘               | anderes Symbol                        | HEAVY SOUTH EAST ARROW                              | Dicker Pfeil nach Südost                                                       |
| U+2799 (10137) | ➙               | anderes Symbol                        | HEAVY RIGHTWARDS ARROW                              | Dicker Pfeil nach rechts                                                       |
| U+279A (10138) | ➚               | anderes Symbol                        | HEAVY NORTH EAST ARROW                              | Dicker Pfeil nach Nordost                                                      |
| U+279B (10139) | ➛               | anderes Symbol                        | DRAFTING POINT RIGHTWARDS ARROW                     | Bemaßungspfeil nach rechts                                                     |
| U+279C (10140) | ➜               | anderes Symbol                        | HEAVY ROUND-TIPPED RIGHTWARDS ARROW                 | Dicker Pfeil nach rechts, mit abgerundeten Balken                              |
| U+279D (10141) | ➝               | anderes Symbol                        | TRIANGLE-HEADED RIGHTWARDS ARROW                    | Pfeil nach rechts mit Dreiecksspitze                                           |
| U+279E (10142) | ➞               | anderes Symbol                        | HEAVY TRIANGLE-HEADED RIGHTWARDS ARROW              | Dicker Pfeil nach rechts mit Dreiecksspitze                                    |
| U+279F (10143) | ➟               | anderes Symbol                        | DASHED TRIANGLE-HEADED RIGHTWARDS ARROW             | Strichlierter Pfeil nach rechts mit Dreiecksspitze                             |
| U+27A0 (10144) | ➠               | anderes Symbol                        | HEAVY DASHED TRIANGLE-HEADED RIGHTWARDS ARROW       | Dicker strichlierter Pfeil nach rechts mit Dreiecksspitze                      |
| U+27A1 (10145) | ➡               | anderes Symbol                        | BLACK RIGHTWARDS ARROW                              | Schwarzer Pfeil nach rechts                                                    |
| U+27A2 (10146) | ➢               | anderes Symbol                        | THREE-D TOP-LIGHTED RIGHTWARDS ARROWHEAD            | Dreidimensionaler Pfeil nach rechts, oben weiß                                 |
| U+27A3 (10147) | ➣               | anderes Symbol                        | THREE-D BOTTOM-LIGHTED RIGHTWARDS ARROWHEAD         | Dreidimensionaler Pfeil nach rechts, unten weiß                                |
| U+27A4 (10148) | ➤               | anderes Symbol                        | BLACK RIGHTWARDS ARROWHEAD                          | Schwarze Pfeilspitze nach rechts                                               |
| U+27A5 (10149) | ➥               | anderes Symbol                        | HEAVY BLACK CURVED DOWNWARDS AND RIGHTWARDS ARROW   | Dicker schwarzer Pfeil, nach unten und rechts gebogen                          |
| U+27A6 (10150) | ➦               | anderes Symbol                        | HEAVY BLACK CURVED UPWARDS AND RIGHTWARDS ARROW     | Dicker schwarzer Pfeil, nach oben und rechts gebogen                           |
| U+27A7 (10151) | ➧               | anderes Symbol                        | SQUAT BLACK RIGHTWARDS ARROW                        | Gestauchter schwarzer Pfeil nach rechts                                        |
| U+27A8 (10152) | ➨               | anderes Symbol                        | HEAVY CONCAVE-POINTED BLACK RIGHTWARDS ARROW        | Dicker konkavspitzer schwarzer Pfeil nach rechts                               |
| U+27A9 (10153) | ➩               | anderes Symbol                        | RIGHT-SHADED WHITE RIGHTWARDS ARROW                 | Weißer Pfeil nach rechts mit Rechtsschatten                                    |
| U+27AA (10154) | ➪               | anderes Symbol                        | LEFT-SHADED WHITE RIGHTWARDS ARROW                  | Weißer Pfeil nach rechts mit Linksschatten                                     |
| U+27AB (10155) | ➫               | anderes Symbol                        | BACK-TILTED SHADOWED WHITE RIGHTWARDS ARROW         | Nach hinten gekippter Pfeil nach rechts mit Schatten                           |
| U+27AC (10156) | ➬               | anderes Symbol                        | FRONT-TILTED SHADOWED WHITE RIGHTWARDS ARROW        | Nach vorn gekippter Pfeil nach rechts mit Schatten                             |
| U+27AD (10157) | ➭               | anderes Symbol                        | HEAVY LOWER RIGHT-SHADOWED WHITE RIGHTWARDS ARROW   | Dicker weißer Pfeil nach rechts mit Schatten rechts unten                      |
| U+27AE (10158) | ➮               | anderes Symbol                        | HEAVY UPPER RIGHT-SHADOWED WHITE RIGHTWARDS ARROW   | Dicker weißer Pfeil nach rechts mit Schatten rechts oben                       |
| U+27AF (10159) | ➯               | anderes Symbol                        | NOTCHED LOWER RIGHT-SHADOWED WHITE RIGHTWARDS ARROW | Gekerbter Pfeil nach rechts mit Schatten rechts unten                          |
| U+27B0 (10160) | ➰              | anderes Symbol                        | CURLY LOOP                                          | Einzelne Schleife                                                              |
| U+27B1 (10161) | ➱               | anderes Symbol                        | NOTCHED UPPER RIGHT-SHADOWED WHITE RIGHTWARDS ARROW | Gekerbter Pfeil nach rechts mit Schatten rechts oben                           |
| U+27B2 (10162) | ➲               | anderes Symbol                        | CIRCLED HEAVY WHITE RIGHTWARDS ARROW                | Dicker weißer Pfeil nach rechts im Kreis                                       |
| U+27B3 (10163) | ➳               | anderes Symbol                        | WHITE-FEATHERED RIGHTWARDS ARROW                    | Weiß-gefiederter Pfeil nach rechts                                             |
| U+27B4 (10164) | ➴               | anderes Symbol                        | BLACK-FEATHERED SOUTH EAST ARROW                    | Schwarz-gefiederter Pfeil nach Südosten                                        |
| U+27B5 (10165) | ➵               | anderes Symbol                        | BLACK-FEATHERED RIGHTWARDS ARROW                    | Schwarz-gefiederter Pfeil nach rechts                                          |
| U+27B6 (10166) | ➶               | anderes Symbol                        | BLACK-FEATHERED NORTH EAST ARROW                    | Schwarz-gefiederter Pfeil nach Nordosten                                       |
| U+27B7 (10167) | ➷               | anderes Symbol                        | HEAVY BLACK-FEATHERED SOUTH EAST ARROW              | Dicker schwarz-gefiederter Pfeil nach Südosten                                 |
| U+27B8 (10168) | ➸               | anderes Symbol                        | HEAVY BLACK-FEATHERED RIGHTWARDS ARROW              | Dicker schwarz-gefiederter Pfeil nach rechts                                   |
| U+27B9 (10169) | ➹               | anderes Symbol                        | HEAVY BLACK-FEATHERED NORTH EAST ARROW              | Dicker schwarz-gefiederter Pfeil nach Nordosten                                |
| U+27BA (10170) | ➺               | anderes Symbol                        | TEARDROP-BARBED RIGHTWARDS ARROW                    | Pfeil nach rechts mit tropfenförmigen Widerhaken                               |
| U+27BB (10171) | ➻               | anderes Symbol                        | HEAVY TEARDROP-SHANKED RIGHTWARDS ARROW             | Dicker Pfeil nach rechts mit tropfenförmigem Schaft                            |
| U+27BC (10172) | ➼               | anderes Symbol                        | WEDGE-TAILED RIGHTWARDS ARROW                       | Keilschwänziger Pfeil nach rechts                                              |
| U+27BD (10173) | ➽               | anderes Symbol                        | HEAVY WEDGE-TAILED RIGHTWARDS ARROW                 | Dicker keilschwänziger Pfeil nach rechts                                       |
| U+27BE (10174) | ➾               | anderes Symbol                        | OPEN-OUTLINED RIGHTWARDS ARROW                      | Offen konturierter Pfeil nach rechts                                           |
| U+27BF (10175) | ➿              | anderes Symbol                        | DOUBLE CURLY LOOP                                   | Doppelte Schleife                                                              |